# 小山内護
小山内 護（おさない まもる、1970年6月19日 - ）は、東京都出身のプロゴルファー。

## 来歴
日体荏原高校入学後にゴルフを始め、卒業と同時に尾崎将司率いるジャンボ軍団に入り、オーストラリアに1年間留学して腕を磨く。
高校進学時はゴルフをやる気はなく、アメリカンフットボールかラグビーをするつもりであったが、父から勧められたのがきっかけでゴルフをやった。最初は真面目ではなくビギナーに近いスコアであり、周囲には、子供の頃からクラブを握っているエリートばかりで、選手になるなど夢のまた夢であった。同じクラスに細川和彦が、1年後輩には丸山茂樹、2年先輩には西川哲がいた。
オーストラリアへの語学留学も父の勧めで、真面目に語学学校に通ってはいたものの、どうも身が入らなかった。帰国後は栃木県のゴルフ場の研修生となり、同僚より良いスコアを出し、小山内はすぐにでもプロになれると思っていたが、実際はアマチュアでも出すような1ラウンド80前後であった。
心配した父が伝を頼って小山内をジャンボ軍団に入れるが、軍団は猛者揃いで、プロヘの厳しさを味わう。プロテストは、1993年は2次で落選し、1994年、1995年はあと一歩の3次で逃す。
1996年に4度目の挑戦でプロテストに合格すると、PGA公認ドライビングコンテストで320ヤードオーバーの飛距離を披露して優勝し、豪快なドライバーショットで一躍脚光を浴びる。
合格後は日暮里のホテルで小山内を囲み、和やかなパーティーが開かれた。
1998年のサントリーオープンでは師匠の尾崎将を抑えて初優勝し、1999年には初出場の日本プロマッチプレー決勝で谷口徹を破って頂点に立ち、優勝賞金3000万円と5年間の長期シードを獲得。以後は優勝から遠ざかる日々が続いていたが、不振のパッティングの改善に取り組み、少しずつ復調の兆しが出て2005年は2位が2回。その努力が実を結び、2006年のアコムインターナショナルで通算3勝目を達成。
日本プロマッチプレーでは2回戦でエドアルド・エレラ（コロンビア）に序盤、1、3、5番をバーディーで取られていきなり3ダウンを喫してしまったが、ここから猛反撃して接戦に持ち込むと、マッチイーブンで迎えた18番をパーでモノにして難敵を退けた。準々決勝では今野康晴との初出場同士の対戦で3-2で勝ち上がると、続く準決勝は42歳のベテラン渡辺司を接戦の末に1アップで下す。谷口との36ホールの決勝戦では谷口に先手を奪われ、力んだのか小山内は1番の第1打をいきなりOB。2番も小山内がボギーとして谷口が早くも2アップとしたが、小山内はパワーを生かした豪快なゴルフで反撃に転じ、4番から4連続アップであっさり逆転。14番からは3連続バーディーを含む4連続アップで差を広げる一方となり、小山内の5アップで折り返した後半は谷口が少し反撃するが、小山内優位は動かなかった。小山内のアップドーミーで迎えた33ホール目の15番パー5、2オンを狙った谷口のショットは左に曲がってOB。4-3で小山内がビッグタイトルを掴み取り、初出場での優勝は1991年の東聡以来で、第1回大会を含めて大会史上5人目となった。
1999年には原田三夫と共にワールドカップ日本代表に選出され、初日には小山内が個人戦でも首位に立ったことで団体でも首位に立つ健闘を見せた。
初日にはトニー・ジョンストン&マーク・マクナルティ（ジンバブエ）、2日目はデビッド・パーク&フィリップ・プライス（ウェールズ）、3日目はパドレイグ・ハリントン&ポール・マッギンレー（アイルランド）。最終日はデビッド・フロスト&リチャード・カプラン（南アフリカ）と、いずれも強豪チームと戦った。
団体ではマーク・オメーラ&タイガー・ウッズ（アメリカ）、サンティアゴ・ルナ&ミゲル・アンヘル・マルティン（スペイン）、ハリントン&マッギンレー（アイルランド）、アンヘル・カブレラ&エドアルド・ロメロ（アルゼンチン）、ヤルモ・サンデリン&パトリック・シェーランド（スウェーデン）、ピーター・ベイカー&マーク・ジェームス（イングランド）に次ぐと同時にパーク&プライス（ウェールズ）、フランク・ノビロ&スティーブン・スケイヒル（ニュージーランド）を抑え、トニー・ジョンストン&マーク・マクナルティ（ジンバブエ）と並んでの7位タイに入った。
小山内は個人戦4日間でミドルホールで4回もワンオンし、22個のバーディを取り、ウッズ・ノビロに次ぐと同時にカン・ウクスン（韓国）、ハリントン・ジョンストン・プライス・フロスト・ジェームス・ルナ・シェーランドを抑え、カブレラ・マルティンと並んでの3位タイに入った。
ツアーを代表する飛ばし屋で、師匠の尾崎をしのぐ破壊的な飛距離を叩き出し、ドライビングディスタンスは2000年、2004年〜2006年と4度1位に輝いている。2004年にマークした306.82ヤードは、2016年まで抜かれる事なく12年もの間、歴代1位の記録を保持し続けた。
2009年には首や左肘を痛めた影響で11年間守ってきたシードを失うが、2010年にはマンデーを突破してシーズン初出場となったセガサミーカップで3打差4位から追い上げて薗田峻輔・趙珉珪（韓国）とのプレーオフに持ち込み、4ホール目で復活の勝利を掴んだ。　
2012年には開幕前の2ヶ月間、1日も休むことなく毎日6kmのランニングでしぼって7kg減のダイエットに成功。
アジアンツアー・インドネシアオープンでは湿度が高く、蒸し暑くなった3日目、難易度の高いコースレイアウトと暑さで、各選手スコアメイクに苦しむ中、日本人選手で最もスコアを伸ばす。久しぶりの試合からか、10番ホールでアプローチがショートしたり、18番ホールで3パットをしたり、風を読み間違ったりと、要所でイージーミスが多かったものの、6バーディー3ボギーの3アンダーにまとめる。例年に比べて打ちこみを行った成果からショットとパットは調子が良く、3日間の合計を4アンダーとして6位タイに浮上し、日本人選手ではトップの成績でホールアウトをした。
千葉オープンでは最終組で同じになった初日首位の片山晋呉を逆転し、通算9アンダーで優勝して、賞金180万円を獲得。
東建ホームメイトカップ3日目にはスタート時は強い雨、止んだ途端に猛烈な強風が吹くという悪天候の中、前半はイーブンパーでまとめて、天候が穏やかになった後半に、3つのバーディでじわりと片山の単独2位浮上し、最終的には単独3位に入った。
その後はQTで好成績を残せず、出場機会が激減するが、2018年は5年ぶりにファイナル決勝ラウンド進出。

## 主な優勝
レギュラー
- 1998年 - サントリーオープン
- 1999年 - 日本プロマッチプレー
- 2001年 - 平尾昌晃プロアマチャリティ
- 2004年 - 北陸オープン
- 2006年 - アコムインターナショナル
- 2010年 - セガサミーカップ

その他
- 2010年 - 旭川オープン
- 2012年 - 千葉オープン、南都オープン、岩手県オープン